# Landkreis Bad Kreuznach

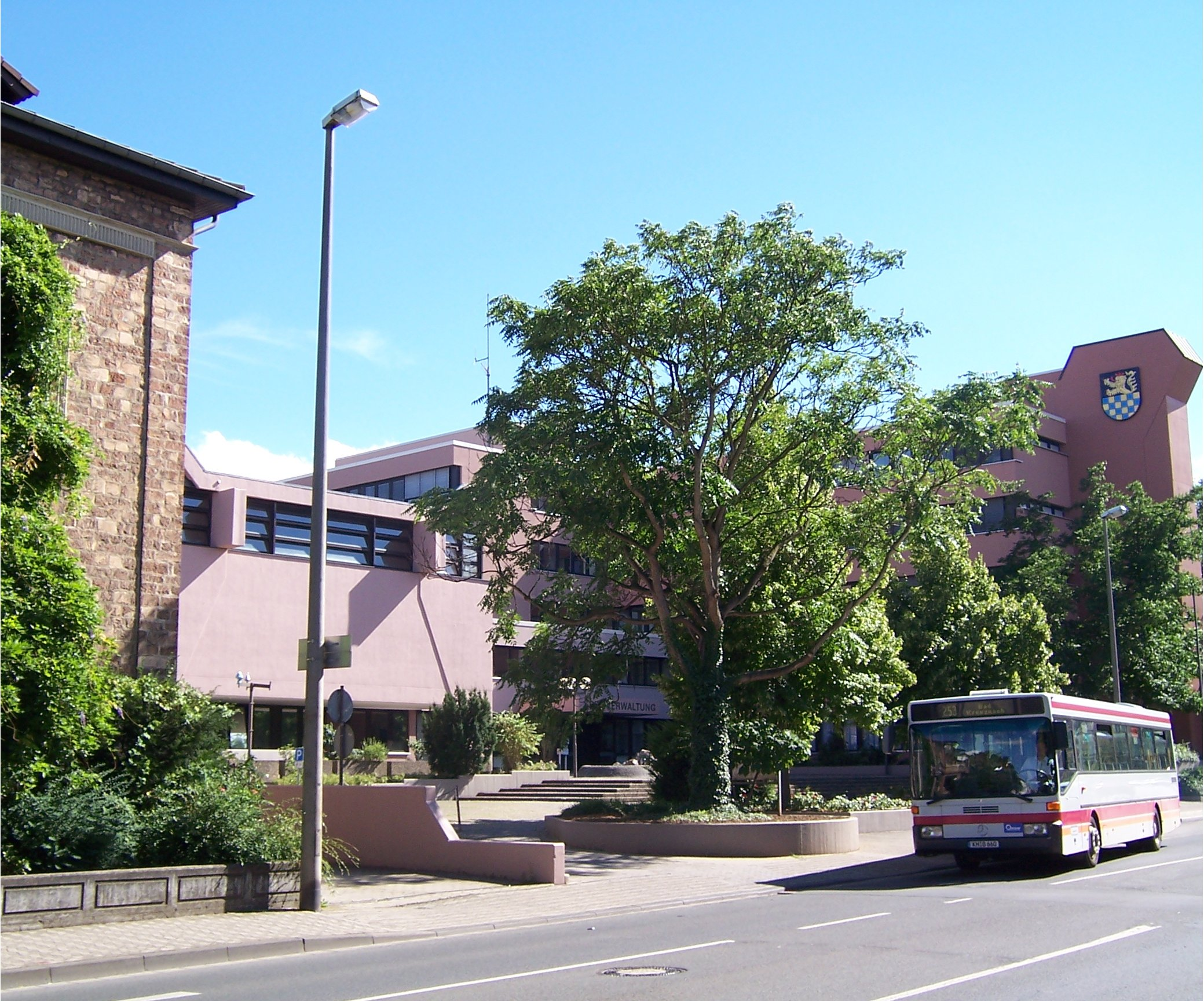
Kreisverwaltung Bad Kreuznach

Landkreis Bad Kreuznach (tot 7 juni 1969 Landkreis Kreuznach) is een Landkreis in de Duitse deelstaat Rijnland-Palts. De Landkreis telt 158.746 inwoners (31 december 2020) op een oppervlakte van 863,72 km². Kreisstadt is de stad Bad Kreuznach.

## Steden en gemeenten
De volgende steden en gemeenten liggen in de Landkreis (inwonertal op 30 juni 2005):
| Verbandsfreie stad           |
| ---------------------------- |
| - 1. Bad Kreuznach - 2. Kirn |

Verbandsgemeinden
| - 1. Verbandsgemeinde Bad Kreuznach 1. Biebelsheim (558) 2. Frei-Laubersheim (1067) 3. Fürfeld (1586) 4. Hackenheim (1979) 5. Neu-Bamberg (954) 6. Pfaffen-Schwabenheim (1285) 7. Pleitersheim (353) 8. Tiefenthal (110) 9. Volxheim (1066) - 2. Verbandsgemeinde Bad Münster am Stein-Ebernburg 1. Altenbamberg (776) 2. Duchroth (580) 3. Feilbingert (1741) 4. Hallgarten (750) 5. Hochstätten (634) 6. Niederhausen (605) 7. Norheim (1435) 8. Oberhausen an der Nahe (427) 9. Traisen (567) - 3. Verbandsgemeinde Bad Sobernheim 1. Auen (248) 2. Bad Sobernheim, Stad (6470) 3. Bärweiler (270) 4. Daubach (235) 5. Ippenschied (151) 6. Kirschroth (283) 7. Langenthal (106) 8. Lauschied (610) 9. Martinstein (332) 10. Meddersheim (1391) 11. Merxheim (1461) 12. Monzingen (1737) 13. Nußbaum (469) 14. Odernheim am Glan (1813) 15. Rehbach (38) 16. Seesbach (598) 17. Staudernheim (1576) 18. Weiler bei Monzingen (475) 19. Winterburg (217) | - 4. Verbandsgemeinde Kirn-Land 1. Bärenbach (539) 2. Becherbach bei Kirn (430) 3. Brauweiler (63) 4. Bruschied (303) 5. Hahnenbach (613) 6. Heimweiler (460) 7. Heinzenberg (27) 8. Hennweiler (1300) 9. Hochstetten-Dhaun (1661) 10. Horbach (39) 11. Kellenbach (271) 12. Königsau (70) 13. Limbach (350) 14. Meckenbach (420) 15. Oberhausen bei Kirn (1013) 16. Otzweiler (214) 17. Schneppenbach (265) 18. Schwarzerden (256) 19. Simmertal (1972) 20. Weitersborn (264) - 5. Verbandsgemeinde Langenlonsheim 1. Bretzenheim (2400) 2. Dorsheim (690) 3. Guldental (2656) 4. Langenlonsheim (3667) 5. Laubenheim (809) 6. Rümmelsheim (1438) 7. Windesheim (1902) - 6. Verbandsgemeinde Meisenheim 1. Abtweiler (246) 2. Becherbach (969) 3. Breitenheim (452) 4. Callbach (416) 5. Desloch (392) 6. Hundsbach (399) 7. Jeckenbach (282) 8. Lettweiler (242) 9. Löllbach (231) 10. Meisenheim, Stad (2936) 11. Raumbach (438) 12. Rehborn (788) 13. Reiffelbach (256) 14. Schmittweiler (246) 15. Schweinschied (190) | - 7. Verbandsgemeinde Rüdesheim 1. Allenfeld (190) 2. Argenschwang (385) 3. Bockenau (1252) 4. Boos (420) 5. Braunweiler (616) 6. Burgsponheim (229) 7. Dalberg (251) 8. Gebroth (158) 9. Gutenberg (1027) 10. Hargesheim (2890) 11. Hergenfeld (493) 12. Hüffelsheim (1311) 13. Mandel (824) 14. Münchwald (304) 15. Oberstreit (257) 16. Roxheim (2.375) 17. Rüdesheim (2360) 18. Sankt Katharinen (344) 19. Schloßböckelheim (399) 20. Sommerloch (429) 21. Spabrücken (1194) 22. Spall (154) 23. Sponheim (878) 24. Waldböckelheim (2343) 25. Wallhausen (1608) 26. Weinsheim (1919) 27. Winterbach (491) - 8. Verbandsgemeinde Stromberg 1. Daxweiler (849) 2. Dörrebach (729) 3. Eckenroth (229) 4. Roth (247) 5. Schöneberg (661) 6. Schweppenhausen (867) 7. Seibersbach (1427) 8. Stromberg, Stad (3177) 9. Waldlaubersheim (799) 10. Warmsroth (408) |